# Union internationale des sciences biologiques
L'Union internationale des sciences biologiques (UISB, en anglais International Union of Biological Sciences, IUBS) est une organisation non gouvernementale et sans but lucratif, créée en 1919 à Bruxelles, pour promouvoir les sciences biologiques internationalement.
L'UISB rassemble 44 membres ordinaires, constitués de membres des académies des sciences ou d'organisations scientifiques nationales, et 80 membres scientifiques, constitués de membres de diverses autres organisations comme des sociétés savantes. L'UISB organise tous les trois ans une assemblée générale. Celle-ci, et suivant les recommandations d'un comité de programmation scientifique, choisit de soutenir des programmes prioritaires. L'institution publie quatre fois par an Biology International ainsi que d'autres publications comme les IUBS Monograph Series, les Methodology Manual Series et les Proceedings of the IUBS General Assemblies.
Le financement est assuré par des cotisations payées par les membres ordinaires, des financements venant de l’UNESCO et d'autres institutions scientifiques internationales.

## Objectifs
Les objectifs spécifiques de l'UISB sont les suivants:
- promouvoir l’étude de la biologie – fondamentale et appliquée, théorique, observationnelle, expérimentale et computationnelle;
- initier et faciliter des recherches, des actions éducatives et du renforcement des capacités, ainsi que d’autres activités scientifiques qui nécessitent une coopération internationale et interdisciplinaire;
- faciliter la recherche interdisciplinaire et collaborative et les discussions sur des sujets tels que l’évolution, la taxonomie, l’écologie, la biodiversité et d’autres sujets qui représentent la biologie unifiée;
- mener des efforts liés aux méthodes scientifiques et aux lignes directrices pour la nomenclature biologique;
- faciliter des dialogues qui aident à élaborer des politiques de conservation et d’utilisation durable de la biodiversité, ainsi que l’accès aux connaissances et le partage des bénéfices;
- étudier l’impact du changement climatique sur les systèmes biologiques, en s’appuyant sur l’expertise de l’IUBS et en collaborant avec d’autres Unions;
- évaluer la dynamique de la fonction et des services des écosystèmes dans le contexte du changement climatique afin d’assurer la diffusion des résultats de la recherche coopérative, dans le cadre des programmes scientifiques soutenus par l’IUBS;
- soutenir l’organisation de conférences internationales sur des sujets qui intéressent l’IUBS, et aider à la publication des rapports des conférences.

## Bref historique
L'UISB est créée en 1919 à la suite des travaux de la Conférence des Académies scientifiques interalliées qui se tient à Bruxelles. Après avoir défini ses statuts et son organisation en 1925, l'UISB adhère au Conseil international pour la science.
De 1925 à 1939, l'UISB travaille sur deux thèmes principaux : l'information scientifique et l'environnement. Ce deuxième projet aboutit à la création du World Conservation Union ou UICN. Après avoir été en sommeil de 1935 à 1949, l’IUCB développe un programme très original de recherche internationale. Aujourd'hui, l'organisation travaille sur divers projets : Diversitas, Biosystematics, Species 2000, Bionomenclature, etc.